# Alatotrochus rubescens
Alatotrochus rubescens är en korallart som först beskrevs av Henry Nottidge Moseley 1876.  Alatotrochus rubescens ingår i släktet Alatotrochus och familjen Turbinoliidae. Inga underarter finns listade i Catalogue of Life.